# Cuộc tấn công của phe đối lập Syria năm 2024

Bản đồ diễn biến chiến sự (bằng tiếng Anh)

Cuộc tấn công của phe đối lập Syria năm 2024 (2024 Syrian opposition offensive) bắt đầu vào ngày 27 tháng 11 năm 2024, khi một liên minh các nhóm đối lập Syria được gọi là Bộ tư lệnh tác chiến quân sự (Syria) do Hay'at Tahrir al-Sham (HTS) cầm đầu với sự hậu thuẫn của Thổ Nhĩ Kỳ trong Quân đội Quốc gia Syria (SNA) đã phát động một cuộc tấn công chống lại lực lượng Quân đội Ả Rập Syria (SAA) ủng hộ chính phủ ở Idlib, Aleppo và tỉnh Hama ở Syria để lật đổ Chính phủ Syria do Tổng thống Bashar al-Assad đứng đầu. Chiến dịch này được HTS đặt tên mã là Răn đe xâm lược (ردع العدوان/Rade Aleudwan) và được tuyên bố là được phát động để trả đũa việc SAA tăng cường pháo kích vào dân thường ở vùng nông thôn phía Tây Aleppo. Đây là lần đầu tiên lực lượng đối lập trong cuộc nội chiến Syria phát động chiến dịch tấn công quân sự kể từ cuộc tấn công Tây Bắc Syria (tháng 12 năm 2019 – tháng 3 năm 2020) dẫn đến lệnh ngừng bắn thứ hai giữa Nga và Thổ Nhĩ Kỳ gọi là Lệnh ngừng bắn Idlib tháng 3 năm 2020.
Vào ngày 29 tháng 11 năm 2024, HTS và sau đó là Lực lượng Dân chủ Syria (SDF) đã tiến vào Aleppo và chiếm được hầu hết thành phố, trong bối cảnh lực lượng ủng hộ chính phủ sụp đổ. Ngày hôm sau, lực lượng đối lập đã tiến nhanh, chiếm được hàng chục thị trấn và làng mạc khi lực lượng ủng hộ chính phủ tan rã, và tiến về Hama ở miền trung Syria, sau đó chiếm được thành phố này vào ngày 5 tháng 12 năm 2024. Đến ngày 6 tháng 12, SDF đã chiếm được Deir ez-Zor trong một cuộc tấn công ở phía đông Euphrates, và Phòng tác chiến phía Nam và Lữ đoàn Al-Jabal đã chiếm được Daraa và Suwayda trong một cuộc tấn công ở phía nam, trong khi HTS tiến về phía Homs trong khi Quân đội Tự do Syria tiến vào thủ đô từ phía đông nam. Vào sáng sớm ngày 8 tháng 12 năm 2024, các nhóm đối lập ở phía bắc đã chiếm được Homs và bắt đầu tiến về Damascus  Người ta cũng đưa tin rằng quân nổi dậy đã tiến vào khu phố Barzeh của Damascus. Vào ngày hôm đó, bộ chỉ huy quân đội Syria đã thông báo cho các sĩ quan của mình rằng chính quyền Assad đã kết thúc, và Thủ tướng Mohammad Ghazi al-Jalali tuyên bố rằng ông sẵn sàng "hợp tác với bất kỳ nhà lãnh đạo nào do nhân dân lựa chọn". Theo Đài quan sát nhân quyền Syria thì Tổng thống Assad đã rời Damascus bằng máy bay đến một địa điểm không xác định, trong khi truyền hình nhà nước Iran cũng đưa tin về việc ông rời khỏi thủ đô. Vào ngày 8 tháng 12 năm 2024, quân nổi dậy đã tiến vào thủ đô Damascus lật đổ chính quyền của Tổng thống Bashar al-Assad để kết thúc 53 năm cai trị đất nước của gia tộc Assad.

## Diễn biến
Vào tháng 10 năm 2024, một cuộc huy động lớn của HTS và lực lượng chính phủ đã được phát động ở vùng nông thôn Aleppo, khi quân nổi dậy Syria báo cáo rằng họ đã chuẩn bị trong nhiều tháng cho một cuộc tấn công quy mô lớn nhằm vào lực lượng chính phủ bên trong thành phố Aleppo. Vào ngày 26 tháng 11 năm 2024, quân đội chính phủ đã pháo kích vào thị trấn Ariha do phe đối lập chiếm giữ, giết chết và làm bị thương 16 thường dân. Theo truyền thông phương Tây, một cuộc không kích của Nga đã giết chết mười lăm thường dân ở Atarib ở vùng nông thôn phía tây Aleppo. Bốn người khác đã thiệt mạng trong một cuộc không kích của Syria hoặc Nga ở Darat Izza. Vào ngày 29 tháng 11 năm 2024, lực lượng đối lập đã phát động một cuộc tấn công quy mô lớn vào tỉnh Aleppo nhằm mục đích chiếm giữ thành phố Aleppo và các khu vực xung quanh. Vào tối ngày 30 tháng 11 năm 2024, lực lượng đối lập do HTS lãnh đạo đã nhanh chóng tiến vào tỉnh Hama và chiếm được hàng chục thị trấn và làng mạc ở vùng nông thôn. Tại khu vực Aleppo, phiến quân được cho là đã kiểm soát sân bay Aleppo sau khi quân SDF địa phương quyết định rút lui.
Vào sáng sớm ngày 1 tháng 12 năm 2024, các lực lượng ủng hộ chính phủ đã thiết lập các vị trí quân sự mới ở ngoại ô Hama và vùng nông thôn phía bắc của thành phố. Lực lượng tăng viện đã được triển khai đến Jabal Zayn al-Abidin và các thị trấn Taybat al Imam, Qamhana và Khitab. Nga đã tiến hành không kích vào các thị trấn mới bị phiến quân chiếm giữ ở khu vực Idlib và Hama. Vào ngày 3 tháng 12 năm 2024, lực lượng đối lập tiếp tục tiến công vào lực lượng ủng hộ chính phủ ở khu vực Hama, chiếm được các thị trấn Taybat al-Imam, Halfaya, Soran và Maardis. Ở vùng nông thôn phía đông Aleppo, các cuộc đụng độ dữ dội đã xảy ra giữa SNA và lực lượng ủng hộ chính phủ ở Khanasir khi lực lượng này cố gắng chiếm lại thị trấn. Cuộc giao tranh trở nên dữ dội hơn vào buổi tối giữa lực lượng đối lập và ủng hộ chính phủ, khi quân nổi dậy giành quyền kiểm soát hơn 10 thị trấn và làng mạc và tiến đến ngoại ô Hama. Vào ngày 4 tháng 12 năm 2024, các lực lượng ủng hộ chính phủ đã phát động một cuộc phản công vào vùng ngoại ô phía bắc của Hama và chiếm lại các ngôi làng Kafr'a và Maar Shuhur.
Ở vùng nông thôn phía tây Hama, các nhóm đối lập đã phát động một cuộc tấn công vào đồng bằng Ghab, đóng vai trò là cửa ngõ vào vùng bờ biển Syria, nơi phần lớn người Alawite sinh sống. Các lực lượng đối lập đã chiếm được làng al-Ghab al-Awsat, trong khi các lực lượng ủng hộ chính phủ đã bảo vệ thành công Al-Karim. Đến tối, lực lượng đối lập đã cắt đứt các tuyến đường nối Hama với Raqqa và Aleppo và kiểm soát một số ngôi làng ở phía đông vùng nông thôn Hama. Các cuộc giao tranh dữ dội tiếp tục diễn ra vào ban đêm khi quân nổi dậy chiếm được các thị trấn Khitab và Mubarakat, trong khi giao tranh vẫn tiếp diễn ở Jabal Zayn al-Abidin. Vào ngày 5 tháng 12 năm 2024, lực lượng đối lập đã tiến vào phía đông bắc của thành phố Hama trong bối cảnh các cuộc không kích của chính phủ ở phía đông thành phố và đến chiều, quân nổi dậy do HTS lãnh đạo đã giành được quyền kiểm soát hoàn toàn thành phố khi lực lượng ủng hộ chính phủ rút lui. Trong một tuyên bố, chính phủ Syria lý giải việc rút quân khỏi thành phố Hama là nhằm "bảo vệ mạng sống của thường dân". Sau khi Hama thất thủ, Hezbollah tuyên bố sẽ gửi các chiến binh qua biên giới tới Hama và Homs để hỗ trợ lực lượng chính phủ.